# 日本海事科学振興財団
公益財団法人日本海事科学振興財団（にほんかいじかがくしんこうざいだん）は、海洋に関する科学知識の普及啓発を目指して船の科学館の運営や初代南極観測船「宗谷」の公開などを行っている日本の公益財団法人。

## 概要

### 設立の経緯
1967年（昭和42年）4月1日に財団法人日本船舶振興会（現日本財団）の社会貢献事業の一環である海事博物館建設計画のために運営団体として設立された。1974年7月20日の海の記念日に「船の科学館」として開館して以来運営を担ってきたが、2011年に施設の老朽化を理由に本館展示を休止し、以降は別館および屋外展示と南極観測船「宗谷」の保存を行うのみとなった。その後2023年12月26日に、翌年2月より本館解体工事を開始することが発表された。リニューアル計画自体は存続しており、さらなる博物館活動の充実を図るための候補地の検討も進められていることもあわせて発表されている。

### 事業内容
「海洋に関する科学知識について一般国民特に青少年に対しその普及啓発を図り、もって海洋文化の発展に寄与すること」を目的に、
1. 海洋に関する科学知識の普及啓発事業
2. 海洋に関する博物館事業
3. その他この法人の目的達成に必要な事業

を事業として行っている。
具体的には船の科学館の運営を中心として、南極観測船「宗谷」や青函連絡船「羊蹄丸」の保存展示を行った。また新宿区百人町に「船の科学館付属研修施設」として「東京海洋会館」を設置し、後に「ホテル海洋」としての経営も行っていた。しかし現在では「羊蹄丸」は解体され、「ホテル海洋」も2005年にリプラスロードに売却されて運営権が異動した。

### 組織
3名以上10名以内の評議員および理事、2名以内の監事を役員として置き、理事のうち1名を理事長、1名を常務理事として法律上の代表者に定めている。

### 団体データ
- 設立年月日：1967年4月1日
- 所在地：東京都品川区東八潮３番１号
- 所轄官庁：内閣府
- 法人番号：1010705000086
- 代表者役職：常務理事
- 代表者：鈴木浩司

## 沿革
- 1967年4月 - 財団法人日本船舶振興会による博物館事業の実施、運営団体として財団法人日本海事科学振興財団設立。
- 1974年7月 - 「船の博物館」開館。
- 1975年1月 - 船の科学館付属研修施設として新宿区百人町の施設を購入。
- 1975年10月 - 船の科学館付属研修会館「東京海洋会館」開館。
- 1979年5月 - 南極観測船「宗谷」一般公開。
- 1988年12月 - 新館建設のため、東京海洋会館の営業を終了。
- 1992年10月 - 東京海洋会館を建て替え、「ホテル海洋」として営業開始。
- 1996年3月 - 「フローティングパビリオン羊蹄丸」一般公開。
- 2005年7月 - 「ホテル海洋」をリプラスロードに売却。
- 2011年9月 - 船の科学館「本館」の展示休止および青函連絡船羊蹄丸の保存展示終了。
- 2013年4月 - 公益財団法人へ移行。